# Aeroportul Regional Hartsville
Aeroportul Regional Hartsville (IATA: HVS, ICAO: KHVS, FAA LID: HVS) este un aeroport din Carolina de Sud, Statele Unite ale Americii ce deservește zona Hartsville⁠(d). A fost numit după zona deservită.
Situat la o altitudine de 111 m, aeroportul dispune de 1 pistă.

## Infrastructură

### Piste
Aeroportul dispune de o singură pistă. Pista 3/21 are suprafața de asfalt și dimensiunile 5.000 picioare × 75 picioare. 